# Carrer del Calvari

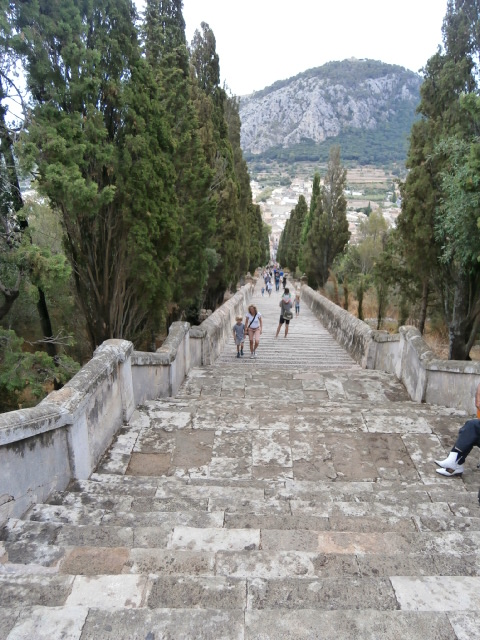
Blick von oben, im Hintergrund der Berg Puig de Maria

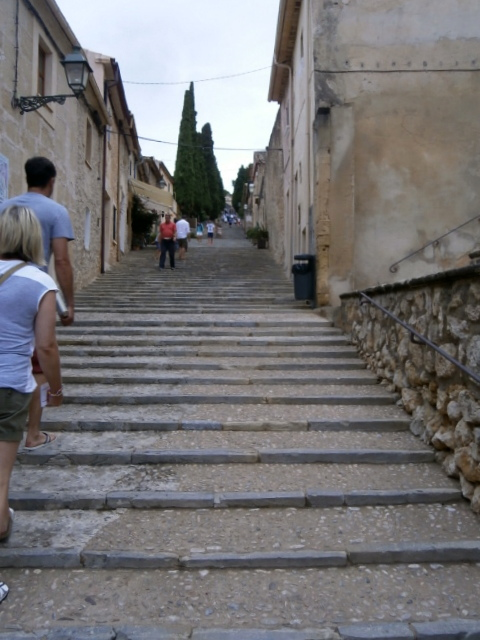
Blick von unten

Carrer del Calvari ist eine Freitreppe in Pollença auf der spanischen Mittelmeerinsel Mallorca.
Die Treppe führt über 365 Stufen vom Ortszentrum Pollenças nach Nordwesten auf den Kalvarienberg zu der dort befindlichen Kapelle Eglésia del Calvari.
1860 erwarb Guillem Cerdà Cànaves (1815–1887) den Besitz im Bereich des Kalvarienberges und überließ einen Teil des Geländes der Stadt Pollença, damit sie als Zugang zur Kapelle unter anderem die Treppe errichten konnte. Der Bau erfolgte in mehreren Abschnitten und war im Jahr 1907 abgeschlossen. Der obere Abschnitt zeigt Stilelemente des Neoklassizismus und entstand bereits im 19. Jahrhundert. Die Stufen dieses Teils sind niedriger. In diesem Bereich wird die Treppe von Zypressen gesäumt.
Die Treppe wurde in Anwesenheit des spanischen Königspaares zur touristischen Sehenswürdigkeit erklärt.
An jedem Karfreitag führt eine Prozession von der Kapelle die Treppe hinunter bis zur Kirche der Gemeinde.